# گلو نار
گلو نار نام روستایی از توابع بخش مرکزی شهرستان جهرم در استان فارس است.